# WWE No Mercy
No Mercy is een pay-per-view- en WWE Network-evenement in het professioneel worstelen dat werd geproduceerd door de Amerikaanse worstelorganisatie WWE.
Het allereerste No Mercy-evenement werd gehouden op 16 mei 1999 in het Engelse Manchester. No Mercy werd elk jaar gehouden in oktober en van 2003 tot 2006 was de gebeurtenis exclusief voor SmackDown!. In 2016 keerde het evenement terug exclusief voor SmackDown, waarbij de brand extension werd toegepast en werd live uitgezonden op de WWE Network voor de eerste keer. In 2017 was het evenement exclusief voor de Raw brand en werd naar september verplaatst.

## Evenementen
| Evenement | Datum             | Stad                        | Locatie                       | Main event |
| --------- | ----------------- | --------------------------- | ----------------------------- | --- |
| UK        | 16 mei 1999       | Manchester, Engeland        | Manchester Evening News Arena | Stone Cold Steve Austin (c) vs. The Undertaker vs. Triple H in een Triple Threat No Disqualification match voor het WWF Championship |
| 1999      | 17 oktober 1999   | Cleveland, Ohio             | Gund Arena                    | Triple H (c) vs. Stone Cold Steve Austin in een Anything Goes match voor het WWF Championship                                        |
| 2000      | 22 oktober 2000   | Albany (New York)           | Pepsi Arena                   | The Rock (c) vs. Kurt Angle in een No Disqualification match voor het WWF Championship                                               |
| 2001      | 21 oktober 2001   | St. Louis, Missouri         | Savvis Center                 | Stone Cold Steve Austin (c) vs. Kurt Angle vs. Rob Van Dam in een Triple Threat match voor het WWF Championship                      |
| 2002      | 20 oktober 2002   | North Little Rock, Arkansas | Alltel Arena                  | Brock Lesnar (c) vs. The Undertaker in een Hell in a Cell match voor het WWE Championship                                            |
| 2003      | 19 oktober 2003   | Baltimore, Maryland         | 1st Mariner Arena             | Brock Lesnar (c) vs. The Undertaker in een Biker Chain match voor het WWE Championship                                               |
| 2004      | 3 oktober 2004    | East Rutherford, New Jersey | Continental Airlines Arena    | JBL (c) vs. The Undertaker in een Last Ride match voor het WWE Championship                                                          |
| 2005      | 9 oktober 2005    | Houston, Texas              | Toyota Center                 | Batista (c) vs. Eddie Guerrero voor het World Heavyweight Championship                                                               |
| 2006      | 8 oktober 2006    | Raleigh, North Carolina     | RBC Center                    | King Booker (c) vs. Bobby Lashley vs. Batista vs. Finlay in een Fatal Four-Way match voor het World Heavyweight Championship         |
| 2007      | 7 oktober 2007    | Rosemont, Illinois          | Allstate Arena                | Triple H (c) vs. Randy Orton in een Last Man Standing match voor het WWE Championship                                                |
| 2008      | 5 oktober 2008    | Portland, Oregon            | Rose Garden                   | Chris Jericho (c) vs. Shawn Michaels in een Ladder match voor het World Heavyweight Championship                                     |
| 2016      | 9 oktober 2016    | Sacramento, Californië      | Golden 1 Center               | Bray Wyatt vs. Randy Orton |
| 2017      | 24 september 2017 | Los Angeles, Californië     | Staples Center                | Brock Lesnar (c) vs. Braun Strowman voor het WWE Universal Championship                                                              |